# Baie Oukinskaïa
La baie Oukinskaïa (en russe : Укинская губа, Ukinskaya guba), est une petite baie située dans la mer de Bering à l'est de la péninsule du Kamtchatka, en Russie. Située à l'intérieur du golfe Karaguinski et ouverte vers le nord, la baie s'enfonce sur 55 km à l'intérieur des terres et mesure 31 km de large à l'entrée. Sa profondeur est de 30 m.

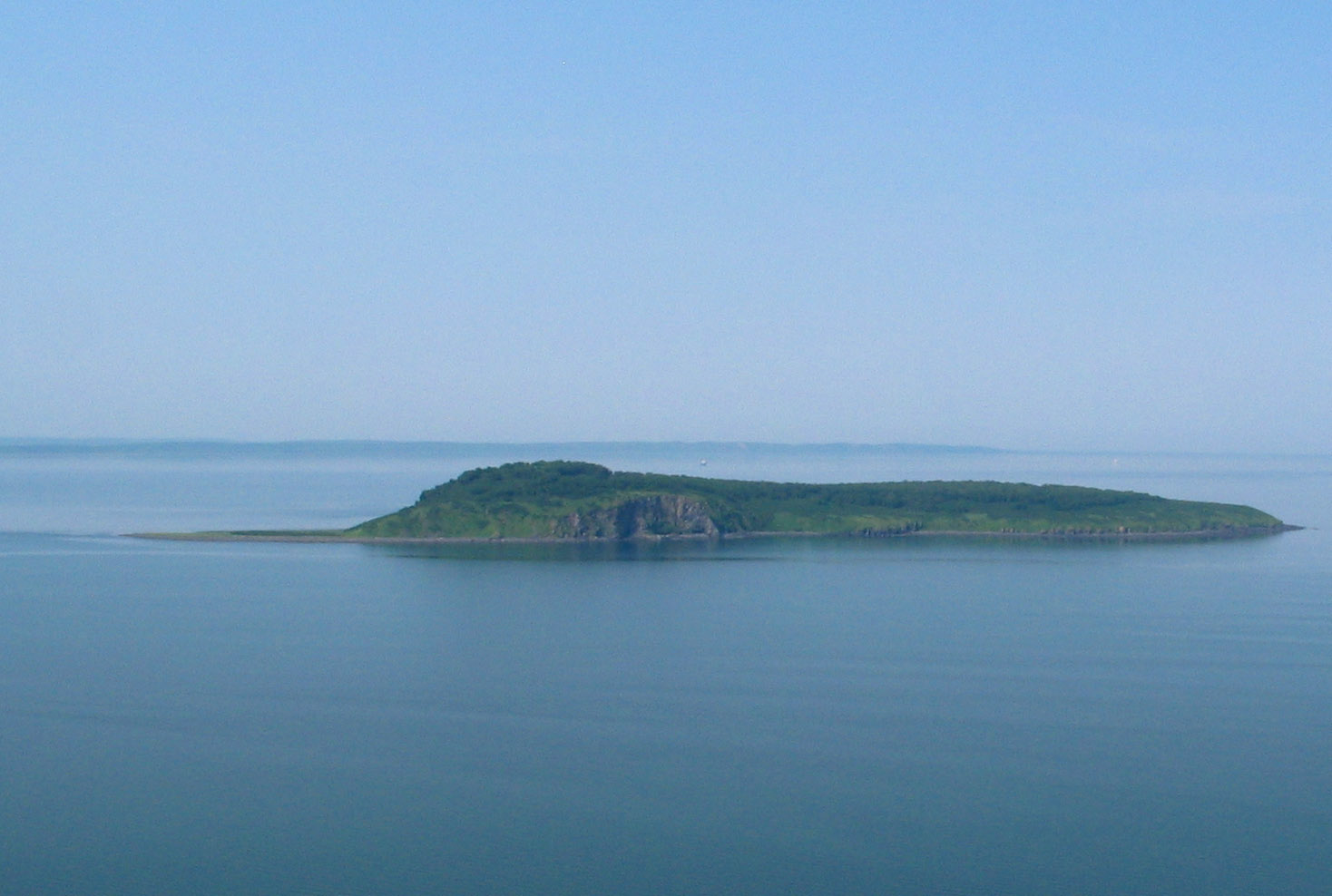
L'île Mandchourie, vue du nord-est.

La baie est délimitée à l'est par la péninsule Ozernoï qui la sépare de la baie Ozernoï.
Au sud de la baie se trouve une île surnommée Mandchourie. De nombreux cours d'eau se jettent dans la baie, les principaux sont l'Ouka (ru) et le Natchiki (ru). À l'est de la baie s'élève le volcan Natchikinskoïe (ru).